# Pilea tetraphylla
Pilea tetraphylla är en nässelväxtart som först beskrevs av Ernst Gottlieb von Steudel, och fick sitt nu gällande namn av Carl Ludwig von Blume. Pilea tetraphylla ingår i släktet pileor, och familjen nässelväxter. Inga underarter finns listade i Catalogue of Life.